# محوطه زرکک
محوطه زرکک مربوط به سدهٔ ۶ تا ۱۲ ه.ق است و در شهرستان فریمان، بخش مرکزی، روستای زرکک واقع شده و این اثر در تاریخ ۲۳ شهریور ۱۳۸۲ با شمارهٔ ثبت ۱۰۱۸۱ به‌عنوان یکی از آثار ملی ایران به ثبت رسیده است.